# Mang de Bargen

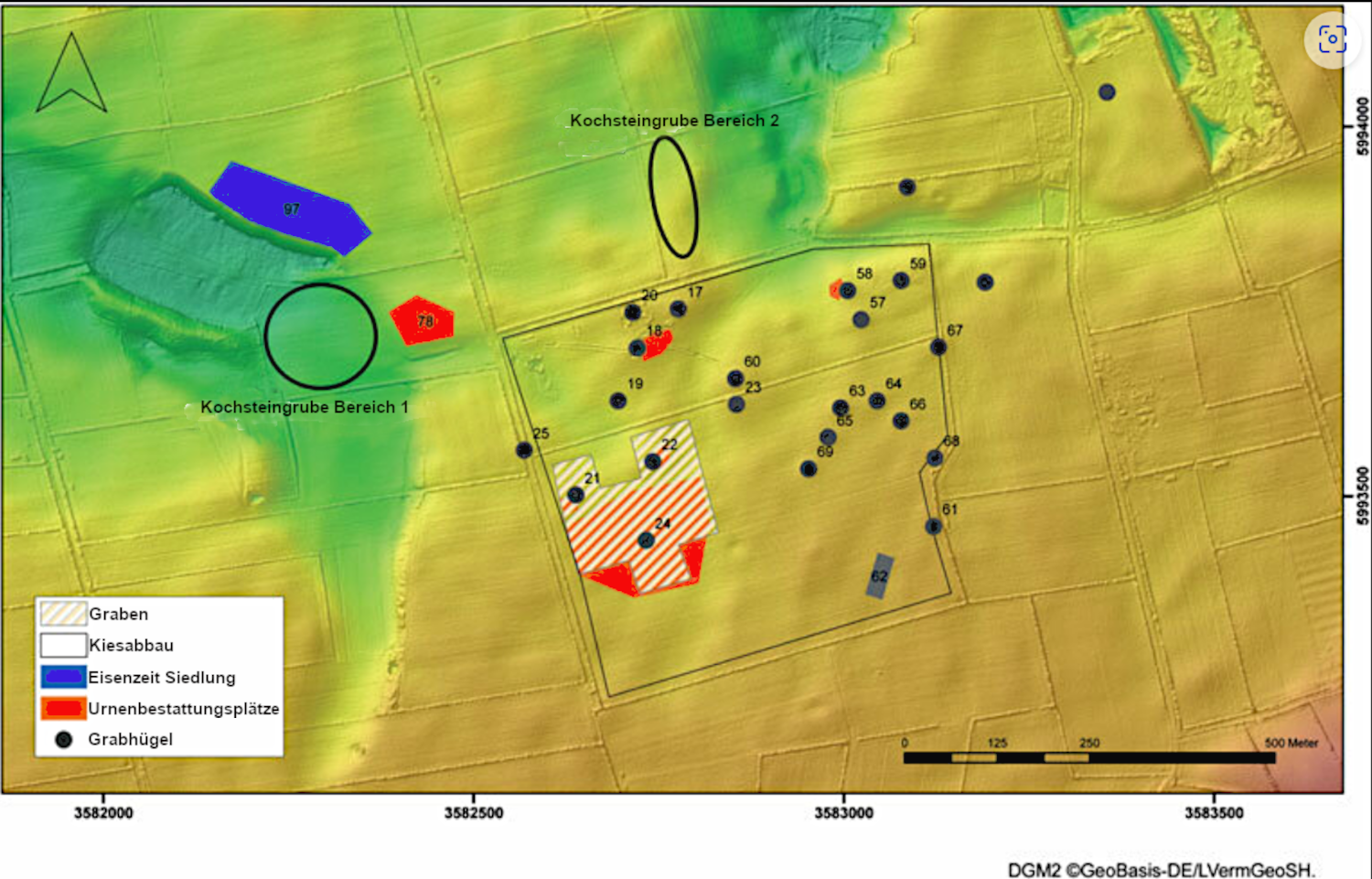
Lageplan der Fundstätte Mang de Bargen mit Gräberfeld und Siedlungen

Mang de Bargen ist ein bronzezeitliches Gräberfeld in der Gemeinde Bornhöved im Kreis Segeberg in Schleswig-Holstein. Das Gräberfeld gehört zu einer größeren Grabhügelgruppe, die zwischen 2200 und 60 v. Chr. immer wieder aufgesucht wurde.

## Untersuchungen

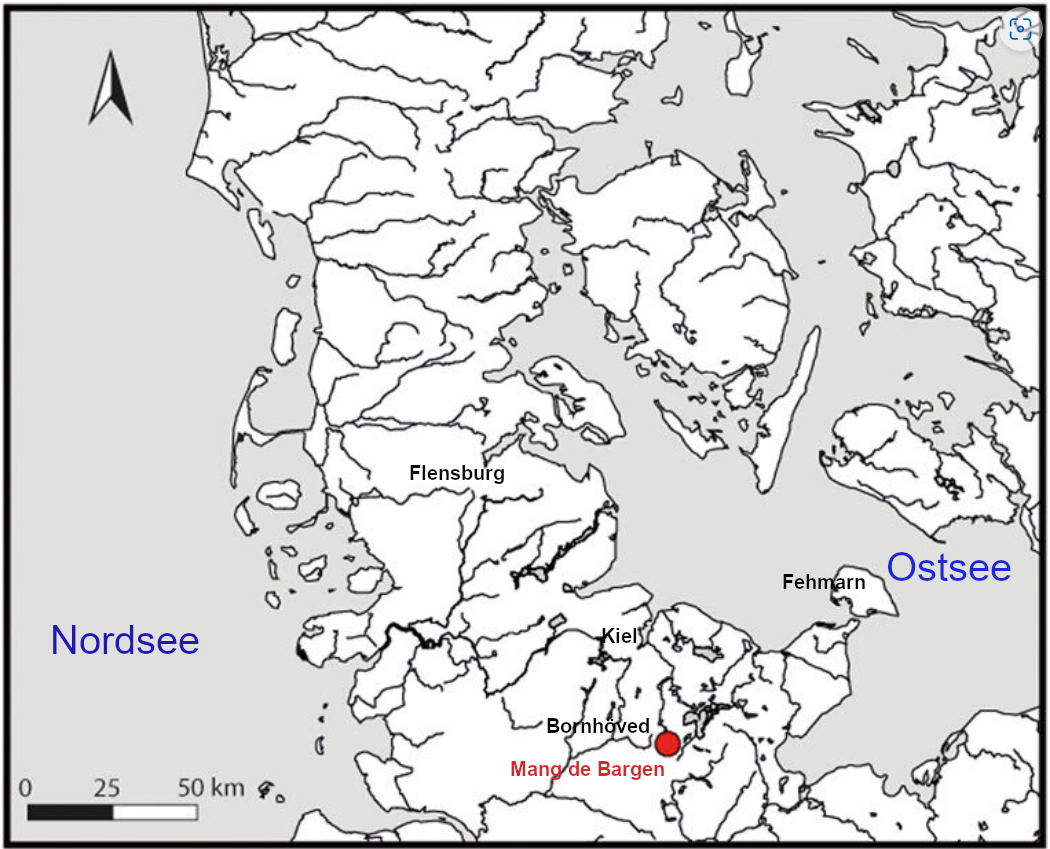
Lage von Mang de Bargen in Norddeutschland

Die archäologischen Untersuchungen am Fundplatz, die seit 1976 in mehreren Phasen durchgeführt wurden, umfassen sowohl Ausgrabungen von Grabhügeln als auch ökologische Untersuchungen der umliegenden Böden und Schichten. Seit 2016 ist das Gräberfeld in den Fokus des Sonderforschungsbereichs 1266 der CAU Kiel gerückt. Dabei werden ökologische und archäologische Daten miteinander verbunden, um Transformationsprozesse in den Bestattungssitten, den Fundtypen und der Gesellschaft dieser Zeit zu untersuchen.
Die Untersuchungen beinhalten zudem archäobotanische und paläobotanische Analysen, die Einblicke in die landwirtschaftliche Nutzung und Umweltentwicklung des Gebiets während der Bronzezeit geben. Ziel der Forschungen ist es, die sozialen und ökologischen Veränderungen zu rekonstruieren, die im Verlauf der Bronzezeit auftraten. Ein herausragendes Ergebnis ist die Entdeckung eines parallel zum Gräberfeld genutzten Kochsteingrubenfeldes aus der Zeit um 1400–1100 v. Chr.

## Gräber
Das Gräberfeld von Mang de Bargen umfasst eine Vielzahl von Grabhügeln, die zwischen dem Spätneolithikum und der frühen Eisenzeit genutzt wurden. Erste archäologische Untersuchungen im Jahr 1976 identifizierten ursprünglich 23 Grabhügel, von denen jedoch im Laufe der Jahre nur noch 20 erfasst wurden. Viele der Grabhügel sind stark beschädigt oder verschwunden, sodass nur 11 von ihnen noch erkennbare Bestattungsmerkmale wie Steinsetzungen aufwiesen. Die Untersuchungen zeigten, dass die Grabhügel teilweise mehrere Phasen aufwiesen, wobei besonders im Spätneolithikum komplexere Bestattungsbauten wie Steinrahmen oder parallele Steinreihen vorkamen. In der entwickelten älteren Bronzezeit (ca. 1500–1300 v. Chr.) nahm die Komplexität der Grabbauten jedoch ab.
Die Bestattungen im Gräberfeld von Mang de Bargen variieren von primären Körperbestattungen bis hin zu sekundären Brandbestattungen. Im Laufe der Zeit wurden sekundäre Brandbestattungen zunehmend üblich, die in Urnen oder als Leichenbrandschüttungen beigesetzt wurden. Diese Bestattungen waren häufig in den Randbereichen der Grabhügel oder in unmittelbarer Nähe zu den Hügeln zu finden. Ein besonderes Merkmal sind die Beigaben, die mit den Bestattungen hinterlassen wurden. Diese variierten in Anzahl und Material. Während im Spätneolithikum einfache Feuersteinwerkzeuge typisch waren (ein Fischschwanzdolch wurde gefunden), traten in späteren Perioden zunehmend Bronzeobjekte wie Dolche, Schmuck, aber auch Keramikgefäße auf.

## Bedeutung
Auf der Grundlage der interdisziplinären Untersuchung lassen sich sechs kulturelle Transformationsphasen vom Spätneolithikum bis zur vorrömischen Eisenzeit identifizieren, die mit Wandeln im Bestattungsritus einhergehen, wie der Totenbehandlung, dem Grabbau oder Grabbeigaben.
Wichtig ist, dass die meisten Grabhügel nicht erst in der älteren Bronzezeit errichtet wurden, sondern bereits im Spätneolithikum (2300 – 1700 v. Chr.). Daraufhin folgten zahlreiche Hügelerweiterungen in der Älteren Bronzezeit, die die Grabhügel vergrößerten. Ab 1400 / 1300 v. Chr. wurden keine neuen Grabhügel mehr angelegt sowie erste Brandbestattungen in bestehende Hügel eingebracht. Zunächst standen die Brandbestattungen in alter Tradition, d. h. die Asche wurde in körperlange Baumsärgen gestreut. Zwischen 1200 und 1100 v. Chr. wurden die Aschen dann in Urnen in den Grabhügeln deponiert. Dies zeugt von der lokalen Umsetzung einer europaweiten Transformation, die die Urnenfelderkultur kennzeichnet: Die Körper- weicht der Brandbestattung.
Auffällig sind weiterhin die Änderungen im Beigabenspektrum im vierten Jahrhundert v. Chr., das sich von bronzenen Schmuckstücken und Waffen hin zu eisenzeitlichen Trachtbestandteilen wie Gürtelteilen, Fibeln und Nadeln veränderte. Diese Funde spiegeln sowohl den technologischen Wandel als auch die Entwicklung der sozialen Strukturen der Region wider, die den Übergang von der Bronze- zur Eisenzeit charakterisieren.